# Ernestynów (województwo dolnośląskie)
Ernestynów (niem. Ernestinenthal) – wieś w Polsce położona w województwie dolnośląskim, w powiecie złotoryjskim, w gminie Złotoryja.
W latach 1975–1998 miejscowość należała administracyjnie do województwa legnickiego.